# Arthuriomyces
Arthuriomyces — рід грибів родини Phragmidiaceae. Назва вперше опублікована 1983 року.

## Класифікація
До роду Arthuriomyces відносять 2 види:
- Arthuriomyces peckianus
- Arthuriomyces rubicola